# 国鉄ポ50形貨車

国鉄ポ50形貨車（こくてつポ50がたかしゃ）は、かつて鉄道省及び1949年（昭和24年）6月1日以降は日本国有鉄道（国鉄）に在籍した10t積の陶器車（有蓋車）である。

## 概要
本形式は、1934年（昭和9年）3月にワ1形より長野工場にて10両（ポ50 - ポ52、ポ83 - ポ84、ポ88 - ポ92）、金沢工場にて10両（ポ53 - ポ60、ポ93 - ポ94）、名古屋工場にて25両（ポ61 - ポ82、ポ85 - ポ87）の合計45両が改造され、形式はポ50形とされた。
改造に際しては最小限の改造で済ませたため、鋼体化されること無く種車同様木造車として落成した。車内は高さを可変できかつ取り外すことも可能な棚を1段設けた。
全車専属貨車として名古屋地区に集中配置され、戦中期から戦後しばらくの間は有蓋車代用の運用も行われた。このため戦後の1950年（昭和25年）に陶器車として再整備を行ったがこの時点で改造より17年、製造から起算すると30年以上経過していたため翌々年に「老朽貨車の形式廃車」の対象形式に指定され、1952年（昭和27年）6月26日通達「車管第1232号」により告示された。（当時の在籍車数は36両であった） 
塗色は、黒であり、全長は6,324 mm、全幅は2,246 mm、全高は3,480 mm、軸距は3,048 mm、自重は6.0 t - 8.3 t、換算両数は積車1.4、空車0.8、最高運転速度は65 km/h、車軸は10 t長軸であった。
前記の「老朽貨車の形式廃車」の対象形式として指定されたため大半の車は昭和28年度末までに廃車となったが2両（ポ74, ポ94）が翌年まで持ち越された。これはこの2両が戦後未捕捉車であったためである。
最後まで在籍したポ74が1954年（昭和29年）9月22日に廃車となり、同時に形式消滅となった。最終配置は全車名古屋鉄道管理局所属であった。